# Daniel Sturridge
Daniel Andre "Danny" Sturridge (Birmingham, 1989. szeptember 1.) profi angol válogatott labdarúgó, az ausztrál Perth Glory csatárja.

## Pályafutása

### Chelsea
2009. július 3-án a támadó négy évre szóló szerződést írt alá a Chelsea-vel.
A 2009–10-es szezonra való felkészülési mérkőzésen mutatkozott be az amerikai Seattle Sounders ellen, és rögtön gólt szerzett új csapatában.
A 2011–12-es szezonban a boltoni kölcsönjáték után visszatért a "Kékek"-hez. Idénybeli első gólját a második fordulóban a Sunderland ellen szerezte meg. Egyre többször került be a kezdő csapatba is remek teljesítményének köszönhetően. Decemberben volt csapata, a Manchester City ellen játszhatott, ahol gólpasszt adott Raul Meirelesnek.

### Liverpool
Sturridge már 2012 végén megállapodott a szintén Premier League-ben szereplő Liverpool csapatával, érkezését 2013. január 2-án jelentették be hivatalosan.
2018. január 29-én kölcsönbe adták a West Bromwich Albionhoz.

## Sikerei, díjai

### Klub
- Chelsea:
  - Premier League (1): 2009–10
  - Fa Kupa (2): 2009–10, 2011–12
  - FA Community Shield (1): 2009
  - UEFA Bajnokok Ligája (1): 2011-12
- Liverpool
  - UEFA Bajnokok Ligája: 2018-19
  - Carabao Kupa (Döntős): 2015-16
  - UEFA Európa Liga (Döntős): 2015-16
- Trabzonspor:
  - Török Kupa (1): 2019-20

### Egyéni
- Premier League Hónap Gólja (1): 2018 Szeptember
- Premier League Hónap játékosa (1): 2013 Augusztus
- U21-es labdarúgó-Európa-bajnokság Álomcsapatának tagja (1): 2011
- Manchester City - Az év fiatal játékosa (1): 2008–09

## Statisztikái

### Klubokban
2019. május 7-én lett frissítve.
| Klub                              | Szezon           | Liga             | Liga            | Liga  | FA-kupa | FA-kupa | Angol Ligakupa | Angol Ligakupa | Európai         | Európai | Egyéb           | Egyéb | Összesen        | Összesen |
| Klub                              | Szezon           | Bajnokság        | Pályára lépések | Gólok | Apps    | Goals   | Apps           | Goals          | Pályára lépések | Gólok   | Pályára lépések | Gólok | Pályára lépések | Gólok    |
| --------------------------------- | ---------------- | ---------------- | --------------- | ----- | ------- | ------- | -------------- | -------------- | --------------- | ------- | --------------- | ----- | --------------- | -------- |
| Manchester City                   | 2006–2007        | Premier League   | 2               | 0     | 0       | 0       | 0              | 0              | —               | —       | —               | —     | 2               | 0        |
| Manchester City                   | 2007–2008        | Premier League   | 3               | 1     | 1       | 1       | 0              | 0              | —               | —       | —               | —     | 4               | 2        |
| Manchester City                   | 2008–2009        | Premier League   | 16              | 4     | 1       | 0       | 1              | 0              | 8               | 0       | —               | —     | 26              | 4        |
| Manchester City                   | összesen         | összesen         | 21              | 5     | 2       | 1       | 1              | 0              | 8               | 0       | —               | —     | 32              | 6        |
| Chelsea                           | 2009–2010        | Premier League   | 13              | 1     | 4       | 4       | 1              | 0              | 2               | 0       | 0               | 0     | 20              | 5        |
| Chelsea                           | 2010–2011        | Premier League   | 13              | 0     | 1       | 2       | 1              | 0              | 5               | 2       | 1               | 0     | 21              | 4        |
| Chelsea                           | 2011–2012        | Premier League   | 30              | 11    | 4       | 1       | 2              | 1              | 7               | 0       | —               | —     | 43              | 13       |
| Chelsea                           | 2012–2013        | Premier League   | 7               | 1     | 0       | 0       | 1              | 1              | 3               | 0       | 1               | 0     | 12              | 2        |
| Chelsea                           | összesen         | összesen         | 63              | 13    | 9       | 7       | 5              | 2              | 17              | 2       | 2               | 0     | 96              | 24       |
| Bolton Wanderers (kölcsönben)     | 2010–2011        | Premier League   | 12              | 8     | —       | —       | —              | —              | —               | —       | —               | —     | 12              | 8        |
| Liverpool                         | 2012–2013        | Premier League   | 14              | 10    | 2       | 1       | —              | —              | —               | —       | —               | —     | 16              | 11       |
| Liverpool                         | 2013–2014        | Premier League   | 29              | 21    | 2       | 1       | 2              | 2              | —               | —       | —               | —     | 33              | 24       |
| Liverpool                         | 2014–2015        | Premier League   | 12              | 4     | 4       | 1       | 0              | 0              | 2               | 0       | —               | —     | 18              | 5        |
| Liverpool                         | 2015–2016        | Premier League   | 14              | 8     | 1       | 0       | 2              | 2              | 8               | 3       | —               | —     | 25              | 13       |
| Liverpool                         | 2016–2017        | Premier League   | 20              | 3     | 3       | 0       | 4              | 4              | —               | —       | —               | —     | 27              | 7        |
| Liverpool                         | 2017–2018        | Premier League   | 9               | 2     | 0       | 0       | 0              | 0              | 5               | 1       | —               | —     | 14              | 3        |
| Liverpool                         | 2018–2019        | Premier League   | 18              | 2     | 1       | 0       | 1              | 1              | 7               | 1       | —               | —     | 27              | 4        |
| Liverpool                         | összesen         | összesen         | 116             | 50    | 13      | 3       | 9              | 9              | 22              | 5       | —               | —     | 160             | 67       |
| West Bromwich Albion (kölcsönben) | 2017–2018        | Premier League   | 3               | 0     | 0       | 0       | —              | —              | —               | —       | —               | —     | 3               | 0        |
| Karrier összesen                  | Karrier összesen | Karrier összesen | 218             | 76    | 24      | 11      | 15             | 11             | 47              | 7       | 2               | 0     | 306             | 105      |

### A válogatottban
| Nemzet   | Évek     | Pályára lépésk | Gólok |
| -------- | -------- | -------------- | ----- |
| Anglia   | 2011     | 1              | 0     |
| Anglia   | 2012     | 3              | 0     |
| Anglia   | 2013     | 5              | 2     |
| Anglia   | 2014     | 7              | 3     |
| Anglia   | 2016     | 9              | 3     |
| Anglia   | 2017     | 1              | 0     |
| összesen | összesen | 26             | 8     |

### Góljai a válogatottban
| # | Dátum               | Helyszín                                    | Pályára lépés | Ellenfél    | Gól | Eredmény | Verseny                                                       |  |
| - | ------------------- | ------------------------------------------- | ------------- | ----------- | --- | -------- | ------------------------------------------------------------- |  |
| 1 | 2013. május 22.     | Olimpiai Stadion, Serravalle, San Marino    | 5             | San Marino  | 7–0 | 8–0      | 2014-es vb-selejtező                                          |  |
| 2 | 2013. október 11.   | Wembley Stadion, London, Anglia             | 7             | Montenegró  | 4–1 | 4–1      | 2014-es vb-selejtező                                          |  |
| 3 | 2014. március 5.    | Wembley Stadion, London, Anglia             | 10            | Dánia       | 1–0 | 1–0      | Barátságos mérkőzés                                           |  |
| 4 | 2014. május 30.     | Wembley Stadion, London, Anglia             | 11            | Peru        | 1–0 | 3–0      | Barátságos mérkőzés                                           |  |
| 5 | 2014. június 14.    | Arena da Amazônia, Manaus, Brazília         | 13            | Olaszország | 1–1 | 1–2      | 2014-es labdarúgó-világbajnokság                              |  |
| 6 | 2016. június 16.    | Stade Bollaert-Delelis, Lens, Franciaország | 19            | Wales       | 2–1 | 2–1      | 2016-os labdarúgó-Európa-bajnokság                            |  |
| 7 | 2016. október 8.    | Wembley Stadion, London, Anglia             | 23            | Málta       | 2–0 | 2–0      | 2018-as labdarúgó-világbajnokság-selejtező (UEFA – F csoport) |  |
| 8 | 2016. november 11.. | Wembley Stadion, London, Anglia             | 25            | Skócia      | 1–0 | 3–0      | 2018-as labdarúgó-világbajnokság-selejtező (UEFA – F csoport) |  |